# Karabin maszynowy Bergmann M1902
Bergmann M1902 – niemiecki ciężki karabin maszynowy skonstruowany i produkowany na początku XX wieku w zakładach należących do Theodora Bergmanna.
Broń została opracowana na bazie karabinu Bergmann M1897. Bergmann M1902 był produkowany głównie na eksport. Wersjami tej broni były ckm-y:
- Bergmann M1910 (zmodernizowana wersja M1902);
- Bergmann M1915 (M1910 przystosowany do montażu na podstawie saneczkowej od ckm-u MG08).

W 1915 roku powstał lkm Bergmann M1915 będący wersją ckm-u M1910 chłodzoną powietrzem i przystosowaną do strzelania z dwójnogu.
W czasie I wojny światowej karabiny maszynowe Bergmann M1910 znalazły się w niewielkiej liczbie na uzbrojeniu armii Cesarstwa Niemieckiego i Austro-Węgier.

## Opis
Bergmann M1902 był bronią bronią samoczynną. Zasada działania oparta na krótkim odrzucie lufy. Zamek ryglowany klinem o ruchu pionowym.
M1902 był zasilany przy pomocy metalowej, ciągłej taśmy nabojowej. Taśma była umieszczona w skrzynce nabojowej.
Lufa w rurowej chłodnicy wodnej o pojemności 6 l.
M1902 wyposażony był w tylce. Przyrządy celownicze mechaniczne. Karabin maszynowy był ustawiany na podstawie trójnożnej. Do tylnej, najdłuższej nogi podstawy było przymocowane siodełko strzelca.